# Defense Red Switch Network

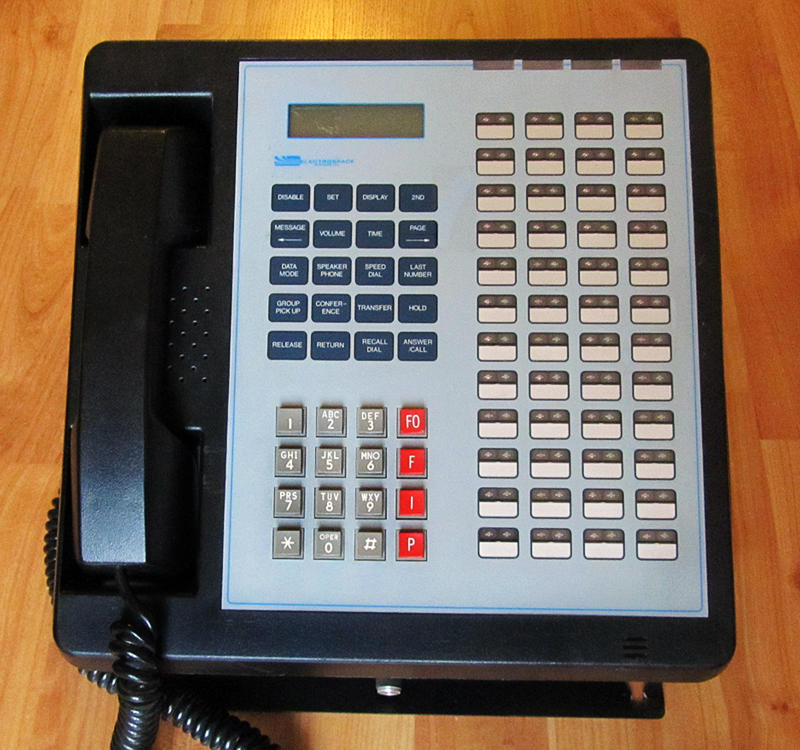
Многоканальный телефон MLP-1A производства компании Electrospace Systems — оборудование сети Defense Red Switch Network с 1983 года

Defense Red Switch Network (букв. англ. Оборонная сеть «красных» коммутаторов, сокращённо DRSN) — выделенная засекреченная телефонная сеть, предоставляющая услуги защищённой связи в структуре управления войсками Вооружённых сил США на глобальном уровне и обеспечивающая управление ими. За обслуживание сети отвечает Агентство оборонных информационных систем (DISA), а сеть обеспечивает защиту коммуникаций вплоть до уровня «Совершенно секретно / Совершенно секретно особой важности» (англ. Top Secret/Sensitive Compartmented Information). По состоянию на 2022 год формально сеть Defense Red Switch Network носила название Multilevel Secure Voice (англ. Многоуровневая защищённая голосовая связь)

## Предназначение
DRSN предоставляет возможности организации многоуровневой защищённой голосовой связи (в том числе аудиоконференций) для Национального командования (а именно для Президента и Министра обороны США), Объединённого комитета начальников штабов, Национального военного командного центра, Единых командований и соответствующих командных центров, военачальников, управлений Министерства обороны, прочих министерств и союзников США по НАТО. Сеть обеспечивает защищённую двустороннюю связь Белого дома с развёртываемыми силами ВС США, военными базами, Пентагоном, Air Force One (самолётом президента), посольствами США в разных странах мира и странами-членами НАТО.
Министерство обороны США и федеральные агентства США могут быть подключены к этой сети при поступлении соответствующего разрешения Объединённого комитета начальников штабов, после чего DISA приступает к процедурам непосредственного подключения того или иного агентства к сети. Осуществление связи с использованием оборудования DRSN возможно только в случае, если у обоих абонентов есть данное оборудование — дозвониться с обычного номера городской или мобильной сети на номер в сети DRSN технически невозможно.

## Структура
Сеть DRSN состоит из четырёх больших подсистем — подсистема коммутации (англ. Switching Subsystem), подсистема трансмиссии (англ. Transmission Subsystem), подсистема тайминга и синхронизации (англ. Timing and Synchronization Subsystem) и подсистема управления сети (англ. Network Management Subsystem).
- Подсистема коммутации использует «красный» (RED) и «чёрный» (BLACK) коммутаторы для предоставления встроенной услуги связи «красный — чёрный»[англ.]. Конечные пользователи могут использовать телефоны DRSN, чтобы дозваниваться как в защищённую, так и в незащищённую телефонную сеть. Основу составляет коммутационная платформа семейства Raytheon[2].
- Подсистема трансмиссии обеспечивает соединение коммутатора RED с другим коммутатором RED; с пользователями, находящимися удалённо от коммутатора, и с другими защищёнными сетями и системами. В состав подсистемы входят мультиплексное оборудование производства N.E.T. IDNX и Promina, шифровальные устройства, блоки обслуживания каналов связи и ответительный кабель. Система соединяет RED-коммутаторы с правительственными системами и магистральными сетями[англ.][2].
- Подсистема тайминга и синхронизации предоставляет первичный, вторичный и третичный методы получения источника синхронизации на случай непредвиденных обстоятельств в сети. Она состоит из опорных тактовых импульсов, систем распределения тактовых импульсов, изоляционных фильтров типа RED/BLACK и буферов[2].
- Подсистема управления сетью ежедневно предоставляет DISA возможности управления и осуществления эксплуатационного надзора за сетью. К подсистеме относятся площадки, оборудование, организационная структура и персонал, отвечающий за наблюдение, взаимодействие и эксплуатацию сети и занимающийся решением проблем[2].

Согласно предъявляемым требованиям, для функционирования этой системы используются совместимые системы трансмиссии типа T1 или E1, линии передачи T1 или FT1 со скоростью передачи информации от 56 до 64 кбит/с. В качестве совместимого оборудования для шифрования используется аппаратура типов KG-94/94A и KIV-7/HS. Сеть DRSN использует технологию коммутации каналов, а именно ISDN-каналы и протоколы сигнализации ISDN PRI и CAS, что при этом противоречит требованиям DISA.

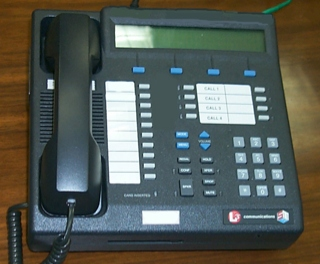
Аппарат Secure Terminal Equipment

В состав сети входят «красные телефоны» (Secure Terminal Equipment, «защищённое терминальное оборудование», сокращённо STE), которые подключаются по ISDN-линиям, обеспечивают передачу информации на скорости до 128 кбит/с и оснащены портами RS-232 для передачи данных и факсимиле. Криптографическая информация хранится на криптокарте, вставляемой в специальную щель. Коммуникация посредством этих аппаратов осуществляется по протоколу Secure Communications Interoperability Protocol (SCIP) — межнациональному протоколу сил НАТО, обеспечивающему закрытую голосовую связь и передачу данных по множеству сетей (наземная телефонная сеть, радиосеть военного назначения, спутниковая связь, интернет-телефония, мобильные сети разных стандартов). На самом аппарате присутствуют четыре кнопки, отвечающие за приоритет звонка.
Ещё одним из элементов системы DRSN является многоканальный телефон MLP-1A производства компании Electrospace Systems, используемый в сети с 1983 года. В конструкции этого телефона присутствуют четыре кнопки MLPP (multilevel precendence and preemption — многоуровневый приоритет и прерывание обслуживания) и 48 программируемых кнопок, обеспечивающих подключение к защищённым и незащищённым каналам связи.

## Практическое использование
В системе DRSN осуществлялось ежедневно 15 тысяч звонков вплоть до терактов 11 сентября 2001 года. Позже число звонков подскочило до 45 тысяч в день, что составило пик звонков в истории системы. В середине 2003 года, после завершения активной фазы Иракской войны, в среднем в этой системе осуществлялось около 25 тысяч звонков. Сеть DRSN специально была расширена для поддержки ещё 18 инициатив Министерства внутренней безопасности. Сеть DRSN (она же Multilevel Secure Voice) является ядром системы Global Secure Voice System (англ. Глобальная система защищённой голосовой связи, сокращённо GSVS). Она используется в мирное и военное время (при условиях традиционной войны), обеспечивает организацию голосовых конференций на национальном уровне и взаимную совместимость с сетями коммуникаций на тактическом и стратегическом уровнях.
По словам Манфреда Шнепс-Шнеппе, сеть DRSN является своеобразным «родимым пятном» на сети DISN, строящейся по единому протоколу AS-SIP. По состоянию на 2016—2017 годы в методических материалах по DISN не предусматривался перевод сети DRSN на коммутацию пакетов — попытки перевода оборонных информационных систем США с коммутации каналов на коммутацию пакетов потерпели неудачу. В 2017 году было принято Постановление армии AR 25-13 о модернизации армейских сетей связи и услуг, в соответствии с которым предполагался постепенный отказ от использования IDSN-технологий в Армии США и переход на секретную IP-голосовую связь. Однако действие этого постановления не распространялось на правительственную сеть DRSN.
Телефонные пранкеры и журналисты Владимир «Вован» Кузнецов и Алексей «Лексус» Столяров рассказывают, что в июле 2017 года они пытались от имени главы МИД Украины Павла Климкина дозвониться до Виктории Нуланд, занимавшей тогда пост помощника госсекретаря США по делам Европы и Евразии. Одна из помощниц Нуланд посоветовала им использовать номер DRSN-телефона, однако ни Вован, ни Лексус не смогли дозвониться с обычного номера на данный номер. Позже они выяснили, что оборудование DRSN использовалось для осуществления связи между Государственным департаментом США и министерством иностранных дел Украины, причём МИД Украины использовал его как минимум с 2015 года.